# Acraman
Koordinaten: 32° 1′ S, 135° 27′ O

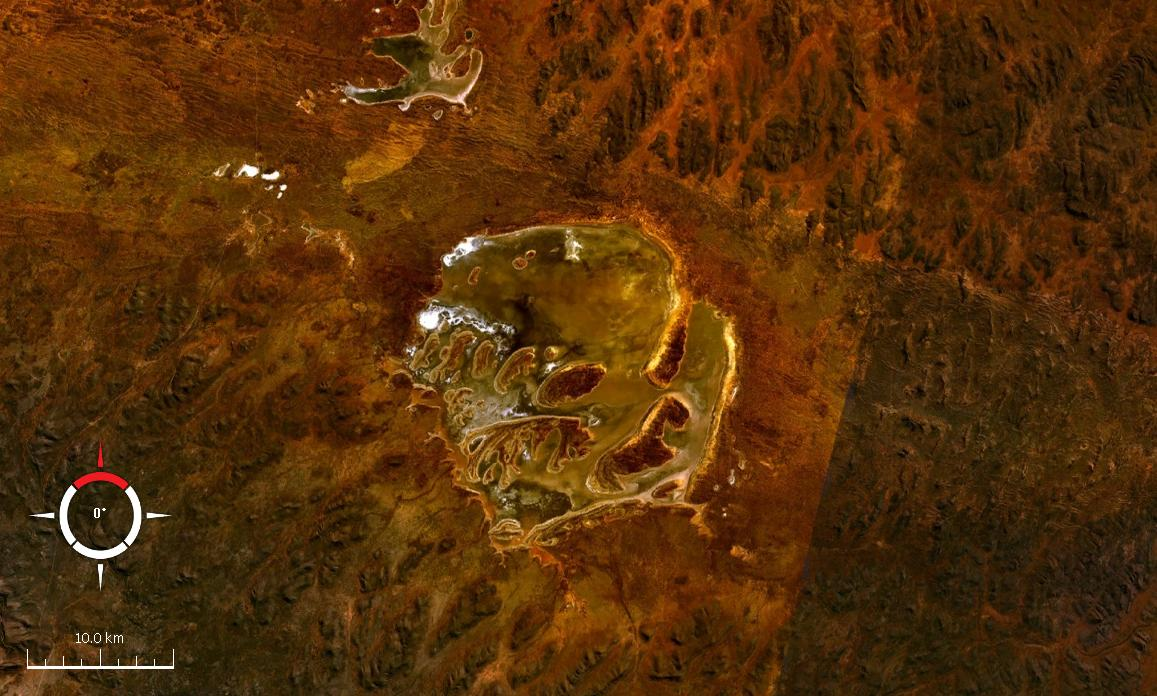
Satellitenbild des Acraman-Kraters

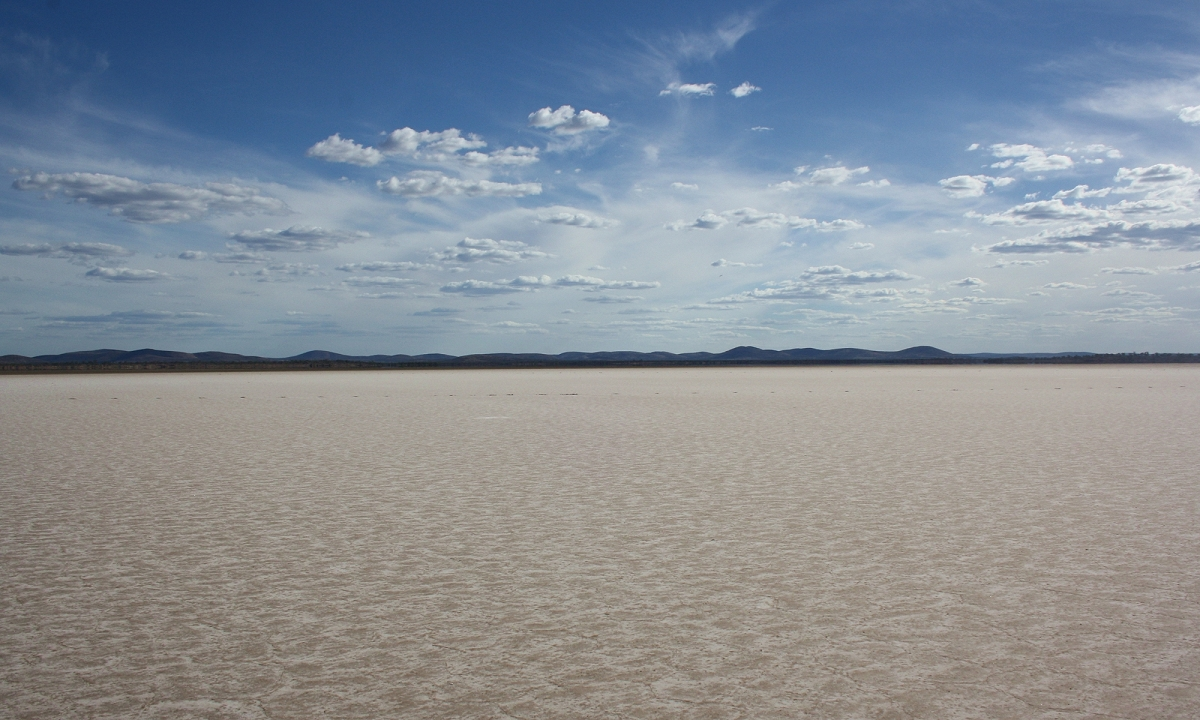
Der Salzsee Lake Acraman. Blick auf die Gawler Ranges im Hintergrund.

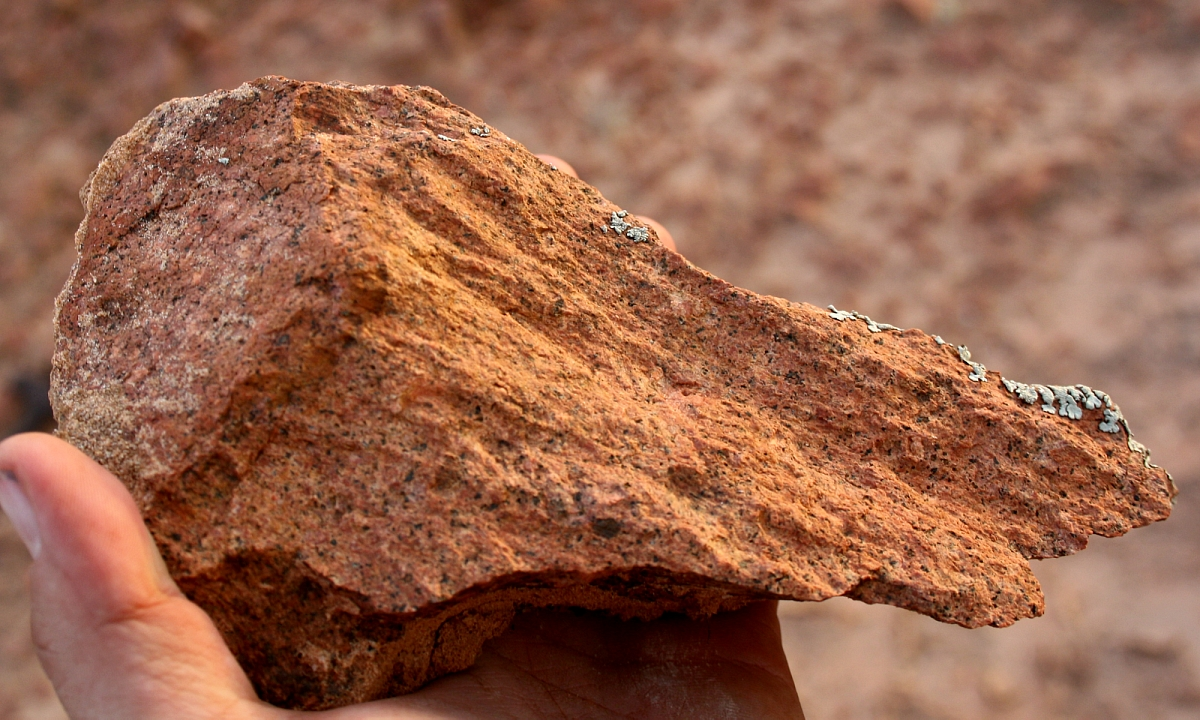
Strahlenkegel im Yardea-Dazit des zentralen Acraman-Kraters.

Der Acraman-Krater ist ein stark erodierter Einschlagkrater in South Australia.

## Alter und Einschlag
Der Einschlag vor rund 580 Mio. Jahren produzierte eine Impaktstruktur mit einem Durchmesser von rund 90 Kilometern, wobei mehr als zwei Drittel bereits erodiert sind. Der Krater liegt in ca. 1,5 Milliarden Jahre alten Vulkaniten der Gawler Ranges in South Australia. Auf Inseln im zentralen Bereich der Impaktstruktur finden sich im stark zerrütteten Yardea-Dazit Spuren der Schock-Metamorphose (shatter cones und geschockter Quarz) sowie ein Vorkommen von Impaktschmelzgestein. Auswurfmassen des Acraman-Kraters sind von der Bunyeroo-Formation in den Flinders Ranges sowie in Bohrkernen des Officer-Beckens bekannt. Der Acraman-Krater ist der größte Impaktkrater Australiens und der siebtgrößte weltweit. Das Acraman-Ereignis könnte einen entscheidenden Einfluss auf die Lebewelt im Ediacarium gehabt haben.

## Geographie
Visuell erkennbar ist der Krater nur mehr durch den gleichnamigen Salzsee Acraman und eine kreisrunde Depression in den Vulkaniten der Gawler Ranges.